# Župa (Zagvozd)
Župa ili Župa Biokovska selo je u južnoj Hrvatskoj.
Smještena je podno sjeveroistočne strane Biokova.

## Upravna organizacija
Pripada općini Zagvozdu u Splitsko-dalmatinskoj županiji.

## Stanovništvo
| broj stanovnika | 544   | 666   | 704   | 823   | 1002  | 1088  | 1037  | 1040  | 467   | 427   | 389   | 409   | 257   | 184   | 98    | 53    | 37    |
|                 | 1857. | 1869. | 1880. | 1890. | 1900. | 1910. | 1921. | 1931. | 1948. | 1953. | 1961. | 1971. | 1981. | 1991. | 2001. | 2011. | 2021. |

## Znamenitosti
- Crkva sv. Ivana Krstitelja, zaštićeno kulturno dobro

## Poznate osobe
Poznate osobe podrijetlom iz Župe:
- Josip Roglić, hrv. akademik
- Vladimir Luetić, hrv. akademik

## Vanjske poveznice
- Župa Biokovska
- Zemljovid  Arhivirana inačica izvorne stranice od 17. travnja 2012. (Wayback Machine)